# Mistrzostwa Europy w Lekkoatletyce 1966 – bieg na 110 m przez płotki mężczyzn

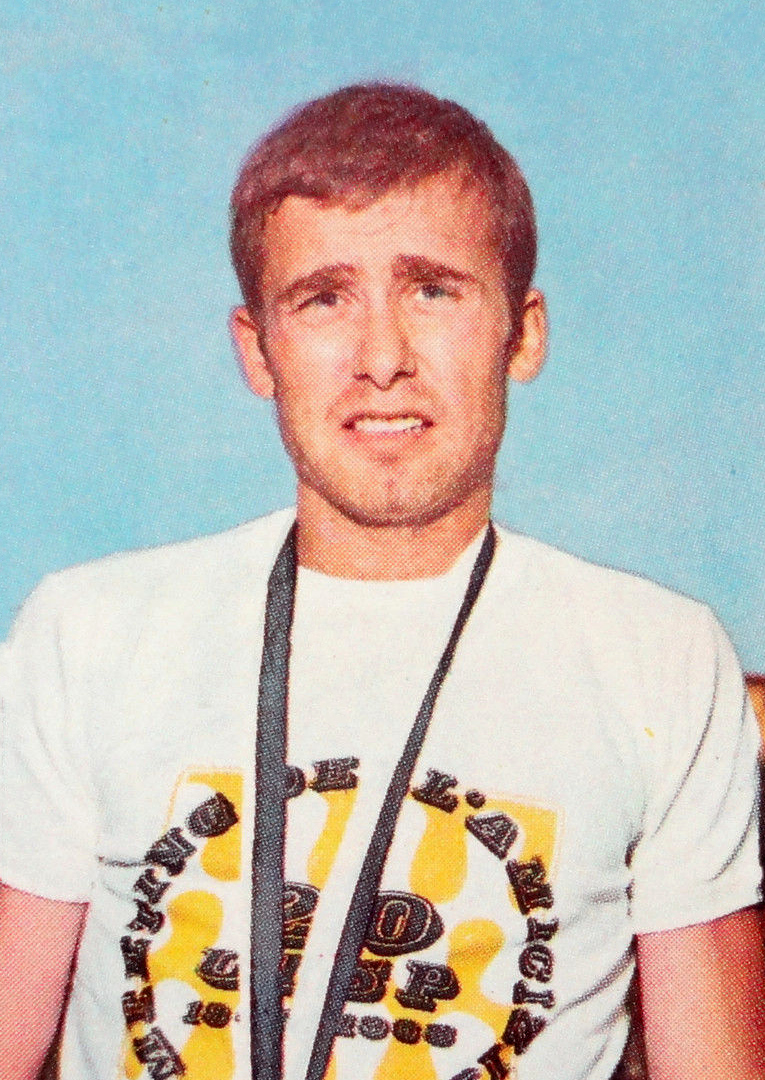
Eddy Ottoz

Bieg na dystansie 110 metrów przez płotki mężczyzn był jedną z konkurencji rozgrywanych podczas VIII Mistrzostw Europy w Budapeszcie. Biegi eliminacyjne zostały rozegrane 2 września, biegi półfinałowe 3 września, a bieg finałowy 4 września 1966 roku. Zwycięzcą tej konkurencji został reprezentant Włoch Eddy Ottoz. W rywalizacji wzięło udział dwudziestu czterech zawodników z czternastu reprezentacji.

## Rekordy
| Rekord świata     | Martin Lauer (FRG) | 13,2 | Zurych, Szwajcaria | 07.07.1959 |
| Rekord Europy     | Martin Lauer (FRG) | 13,2 | Zurych, Szwajcaria | 07.07.1959 |
| Rekord mistrzostw | Martin Lauer (DEU) | 13,7 | Sztokholm, Szwecja | 24.08.1958 |

## Wyniki

### Eliminacje
Bieg 1
| Miejsce | Zawodnik           | Czas | Uwagi |
| ------- | ------------------ | ---- | ----- |
| 1       | Eddy Ottoz         | 13,8 | Q     |
| 2       | David Hemery       | 14,1 | Q     |
| 3       | Wiktor Balichin    | 14,4 | Q     |
| 4       | Adam Kołodziejczyk | 14,5 | Q     |
| 5       | Michel Chardel     | 14,6 |       |
| 6       | Ilia Mazniku       | 15,7 |       |

Bieg 2
| Miejsce | Zawodnik               | Czas | Uwagi |
| ------- | ---------------------- | ---- | ----- |
| 1       | Bo Forssander          | 14,0 | Q     |
| 2       | Wiaczesław Skomorochow | 14,1 | Q     |
| 3       | Pierre Schoebel        | 14,3 | Q     |
| 4       | Milan Čečman           | 14,5 | Q     |
| 5       | Mike Parker            | 14,6 |       |
| 6       | Atanasios Lazaridis    | 14,7 |       |
| 7       | Çetin Şahiner          | 15,0 |       |

Bieg 3
| Miejsce | Zawodnik          | Czas | Uwagi |
| ------- | ----------------- | ---- | ----- |
| 1       | Hinrich John      | 14,0 | Q     |
| 2       | Sergio Liani      | 14,5 | Q     |
| 3       | Laurie Taitt      | 14,7 | Q     |
| 4       | Fiorenzo Marchesi | 14,7 | Q     |
| 5       | Wilfried Geeroms  | 14,8 |       |

Bieg 4
| Miejsce | Zawodnik            | Czas | Uwagi |
| ------- | ------------------- | ---- | ----- |
| 1       | Marcel Duriez       | 14,1 | Q     |
| 2       | Anatolij Michajłow  | 14,2 | Q     |
| 3       | Giovanni Cornacchia | 14,3 | Q     |
| 4       | Werner Trzmiel      | 14,3 | Q     |
| 5       | Klaus Schiess       | 14,7 |       |
| 6       | Béla Mélykúti       | 15,2 |       |

### Półfinały
Półfinał 1
| Miejsce | Zawodnik           | Czas | Uwagi |
| ------- | ------------------ | ---- | ----- |
| 1       | Eddy Ottoz         | 13,7 | Q CR  |
| 2       | Marcel Duriez      | 14,0 | Q     |
| 3       | Anatolij Michajłow | 14,1 | Q     |
| 4       | Sergio Liani       | 14,1 | Q     |
| 5       | David Hemery       | 14,2 |       |
| 6       | Milan Čečman       | 14,4 |       |
| 7       | Werner Trzmiel     | 14,5 |       |
| 8       | Fiorenzo Marchesi  | 14,9 |       |

Półfinał 2
| Miejsce | Zawodnik               | Czas | Uwagi |
| ------- | ---------------------- | ---- | ----- |
| 1       | Hinrich John           | 14,1 | Q     |
| 2       | Wiaczesław Skomorochow | 14,1 | Q     |
| 3       | Giovanni Cornacchia    | 14,1 | Q     |
| 4       | Bo Forssander          | 14,2 | Q     |
| 5       | Wiktor Balichin        | 14,3 |       |
| 6       | Pierre Schoebel        | 14,5 |       |
| 7       | Adam Kołodziejczyk     | 14,5 |       |
| 8       | Laurie Taitt           | 14,5 |       |

### Finał
| Miejsce | Zawodnik               | Czas | Uwagi |
| ------- | ---------------------- | ---- | ----- |
| 1       | Eddy Ottoz             | 13,7 | CR    |
| 2       | Hinrich John           | 14,0 |       |
| 3       | Marcel Duriez          | 14,0 |       |
| 4       | Anatolij Michajłow     | 14,1 |       |
| 5       | Giovanni Cornacchia    | 14,2 |       |
| 6       | Sergio Liani           | 14,2 |       |
| 7       | Wiaczesław Skomorochow | 14,2 |       |
| 8       | Bo Forssander          | 14,3 |       |